# Home (musical)
Home is een kleinschalige musical die in 1998 geschreven is door Dick van den Heuvel ter gelegenheid van het veertigjarig bestaan van het Nationaal Fonds Kinderhulp. Als inspiratiebron werden vele interviews gebruikt met jongeren die met jeugdzorg te maken hebben gehad, zodat ook actuele thema's in de voorstelling werden verwerkt. De musical ging op 5 februari 2000 in de stadsschouwburg van Deventer in première onder regie van Fons Merkies.  
De musical was zo'n succes, dat Home in 2003 opnieuw te zien was met een volledig nieuwe cast. Beide edities zijn geproduceerd door Olbe Producties die gebruik hebben gemaakt van tot dan toe onbekend, jong acteertalent. Hiermee werd Home een springplank voor nu succesvolle acteurs als Michiel Huisman, Terence Schreurs, Kim-Lian van der Meij en Edwin Jonker.

## Korte beschrijving van de verhaallijn en de personages
De setting is een opvanghuis waar zeven jongeren wonen met ieder een eigen verhaal. Incest, een verslaafde moeder en een mislukte adoptie zijn slechts enkele van de voorbeelden. Maatschappelijk werkster Marthe komt in het tehuis terecht en probeert de jongeren hoop te geven, maar de jongeren hebben andere plannen. Zij sluiten een weddenschap af hoe lang Marthe het met hen zal volhouden.

## 2003-editie
Deze editie ging op 10 februari 2003 in première, dit keer onder regie van Koen van Dijk. Voor zijn rol als Lucky werd Oren Schrijver in 2003 genomineerd voor een John Kraaijkamp Musical Award in de categorie Aanstormend talent.

## Rolverdeling
| Personage                    | Cast 2000              | Cast 2003             |
| ---------------------------- | ---------------------- | --------------------- |
| Papa Fero / Foto (verteller) | Jan Tekstra            | Raymond Kurvers       |
| Marthe                       | Lucretia van der Vloot | Evelyn Kallansee      |
| Lucky                        | Michiel Huisman        | Oren Schrijver        |
| Julius                       | Edwin Jonker           |                       |
| Toko                         | Paul Rigter            | Oscar de Boer         |
| Motje                        | Terence Schreurs       | Kim-Lian van der Meij |
| Rauma / Ravna                | Eut de Goede           | Majorie Scholtz       |
| Tiss                         | Laetitia Aerd          | Angela Esajas         |
| Ben                          | Marlon David Henry     | Michael Kroegman      |
| Florie                       |                        | Juta Bolsius          |